# Naprawdę straszna śmierć
Naprawdę straszna śmierć (tytuł oryg. A Horrible Way to Die) − amerykański film fabularny z 2010 roku, napisany przez Simona Barretta oraz wyreżyserowany przez Adama Wingarda. Fabuła filmu skupia się na losach seryjnego mordercy, podróżującego przez Missouri w poszukiwaniu swojej byłej dziewczyny. Światowa premiera obrazu odbyła się we wrześniu 2010 podczas Międzynarodowego Festiwalu Filmowego w Toronto. W Polsce, w listopadzie 2011 film został zaprezentowany widzom American Film Festival.

## Obsada
- AJ Bowen − Garrick Turrell
- Amy Seimetz − Sarah
- Joe Swanberg − Kevin
- Lane Hughes − Reed
- Brandon Carroll − Rusty

## Nagrody i wyróżnienia
- 2010, Austin Fantastic Fest:
  - Horror Jury Prize w kategorii najlepszy scenariusz (wyróżniony: Simon Barrett)[2]
  - Horror Jury Prize w kategorii najlepszy aktor (AJ Bowen)[2]
  - Horror Jury Prize w kategorii najlepsza aktorka w filmie grozy (Amy Seimetz)[2]